# Waking Up (альбом OneRepublic)
«Waking Up» — другий альбом американського рок гурту «OneRepublic». Випущений 17 листопада 2009 року.

## Список композицій
| #     | Назва                   | Автор                                       | Продюсер(и)                            | Тривалість |
| ----- | ----------------------- | ------------------------------------------- | -------------------------------------- | ---------- |
| 1.    | «Made for You»          | Райн Теддер, Брент Катцл                    | Теддер, Катцл (д.)                     | 4:18       |
| 2.    | «All the Right Moves»   | Теддер                                      | Теддер, Енді Прікетт (д.), Катцл (д.)  | 3:58       |
| 3.    | «Secrets»               | Теддер                                      | Теддер, Прікетт (д.)                   | 3:44       |
| 4.    | «Everybody Loves Me»    | Теддер, Катцл                               | Теддер, Прікетт (д.), Катцл (д.)       | 3:34       |
| 5.    | «Missing Persons 1 & 2» | Теддер                                      | Теддер                                 | 4:59       |
| 6.    | «Good Life»             | Теддер, Катцл, Ноел Занаканелла, Едді Фішер | Теддер, Катцл (ко.), Занаканелла (ко.) | 4:13       |
| 7.    | «All This Time»         | Теддер, Катцл                               | Теддер, Катцл (ко.)                    | 4:03       |
| 8.    | «Fear»                  | Теддер                                      | Теддер                                 | 3:48       |
| 9.    | «Waking Up»             | Теддер, Дрю Браун                           | Теддер                                 | 6:09       |
| 10.   | «Marchin On»            | Теддер                                      | Теддер                                 | 4:13       |
| 11.   | «Lullaby»               | Теддер, Катцл                               | Теддер, Катцл, Прікетт (д.)            | 4:38       |
| 47:28 |                         |                                             |                                        |            |

| Видання Deluxe (диск 2) | Видання Deluxe (диск 2) | Видання Deluxe (диск 2)    | Видання Deluxe (диск 2) | Видання Deluxe (диск 2) |
| #                       | Назва                   | Автор                      | Продюсер(и)             | Тривалість              |
| ----------------------- | ----------------------- | -------------------------- | ----------------------- | ----------------------- |
| 1.                      | «Passenger»             | Теддер                     | Майкл Блю               | 4:00                    |
| 2.                      | «It's a Shame»          | Теддер                     | Чарльз Поллард          | 4:51                    |
| 3.                      | «Trap Door»             | Теддер, Тім Майрс          | Блю                     | 3:54                    |
| 4.                      | «Sucker Punch»          | Теддер, Зак Філкінс, Майрс | Блю                     | 4:26                    |
| 5.                      | «Behind the Scenes»     |                            |                         |                         |
| 6.                      | «Video Footage»         |                            |                         |                         |